# Falabella (розничный магазин)
Falabella — многонациональная сеть универмагов, принадлежащих чилийской многонациональной компании S.A.C.I. Falabella. Крупнейший южноамериканский универмаг. Сеть универмагов основана в 1889 году.

## История
Компания была основана итальянским чилийским иммигрантом Сальваторе Фалабеллой в 1889 году. Сначала компания занималась пошивом одежды. В XXI веке стала крупнейшей компанией по розничной торговле в Южной Америке. Расширение компании началось в 1960-х годах, после открытия первого магазина за пределами Сантьяго, расположенного в Консепсьоне. В 1980 году компания Фалабелла создал CMR, кредитную карту с 5,5 миллионами клиентов. В 1990-х годах компания стала межнациональной, расширив свою деятельность на Аргентину, Перу и Колумбию. В 2000-х годах компанию рекламировали Сесилия Болокко, Валерия Маца, Хуанес, Кейт Мосс, Жизель Бюндхен и Рики Мартин.